# It’s a Girl! - The Album
Az It’s a Girl! - The Album a belga Def Dames Dope debütáló albuma, mely 1993-ban jelent meg. Az albumról több kislemez is megjelent, úgy mint a Havin’ a Good Time, Ain’t Nothin’ To It, Don’t Be Silly, Full Time Lover című dalok. A dalokat Axana Ceulemans és Larissa Ceulemans írták. A producerek pedig Phil Wilde, és Peter Bauwens voltak.
Az album slágerlistás helyezést nem ért el.

## Számlista
| #   | Cím                                      | Szerző(k)                          | Producer(ek)              | Hossz |
| --- | ---------------------------------------- | ---------------------------------- | ------------------------- | ----- |
| 1.  | Havin’ a Good Time                       | Axana Ceulemans, Larissa Ceulemans | Phil Wilde, Peter Bauwens | 3:47  |
| 2.  | That’s Not Enough small>(No Rap version) | Ceulemans                          | Wilde, Bauwens            | 3:57  |
| 3.  | Ain’t Nothin’ To It                      | Ceulemans                          | Wilde, Bauwens            | 3:57  |
| 4.  | You’ve Got It Wrong, I’ve Got It Right   | Ceulemans                          | Wilde, Bauwens            | 4:13  |
| 5.  | Don’t Be Silly! (Rap version)            | Ceulemans                          | Wilde, Bauwens            | 3:37  |
| 6.  | Full Time Lover                          | Ceulemans                          | Wilde, Bauwens            | 4:35  |
| 7.  | It’s OK, All Right (Rap version)         | Ceulemans                          | Wilde, Bauwens            | 3:48  |
| 8.  | I’m Gonna Show You (Rap version)         | Ceulemans                          | Wilde, Bauwens            | 3:37  |
| 9.  | More More! (Rap version)                 | Ceulemans                          | Wilde, Bauwens            | 3:55  |
| 10. | Hungry for my Lovin (Rap version)        | Ceulemans                          | Wilde, Bauwens            | 3:39  |
| 11. | It’s OK, All Right (Remix version)       | Ceulemans                          | Wilde, Bauwens            | 3:48  |
| 12. | Havin’ a Good Time (Remix version)       | Ceulemans                          | Wilde, Bauwens            | 4:12  |